# Rango (film)
Rango is een Amerikaanse computergeanimeerde film uit 2011, geregisseerd door Gore Verbinski. De film werd bekroond met vier Annie Awards, onder andere voor de beste animatiefilm. Tevens won de film in februari 2012 op de 84ste Oscaruitreiking de Academy Award voor beste animatiefilm.
Rango is mogelijk een verwijzing naar de Italiaanse spaghettiwestern Django.

## Verhaal
Rango, een opschepperige kameleon (Johnny Depp), komt per ongeluk terecht in de Mojavewoestijn. Nadat hij een gordeldier ontmoet (Alfred Molina), dat op zoek is naar de mystieke geest van het Westen, ontsnapt Rango maar net aan een aanval van een havik. De volgende dag, na een surrealistische nachtmerrie, ontmoet Rango de woestijnleguaan Beans (Isla Fisher), een boerendochter, die hem meeneemt naar Dirt, een klein oud wildweststadje, bewoond door woestijndieren.
Terwijl Beans ontdekt dat de waterreserves, opgeslagen in een waterkoeler in de bank, gevaarlijk klein zijn, stelt de kameleon zich, met behulp van wat bravoure en acteerkwaliteiten, zich voor als Rango, een taaie zwerver. Hij wordt uitgedaagd door de struikrover Bad Bill (Ray Winstone) en vermijdt net een vuurgevecht met hem door de terugkeer van de havik, die Bill en zijn partners wegjaagt. Een paniekerige Rango wordt achtervolgd door de hongerige havik, totdat hij, per stom toeval, de havik vermoordt door hem te vermorzelen onder een watertoren die hij per ongeluk laat instorten. Als gevolg hiervan wordt Rango benoemd tot sheriff van de stad. Een sceptische Beans eist dat Rango het waterprobleem onderzoekt, terwijl de stedelingen zich er zorgen over maken dat de havik ervoor zorgde dat diens prooi, de revolverheld Rattlesnake Jake, het kleine stadje niet kwam terroriseren.
Die nacht geeft Rango per ongeluk de locatie van de bank en het gereedschap om in het gebouw te komen aan een paar rovers. Wanneer de stedelingen erachter komen dat hun water gestolen is, organiseert Rango een groep die het lichaam vindt van de bankmanager Merrimack (Stephen Root), die mysterieus is verdronken in de woestijn. Dan vinden ze de rovers in hun schuilplaats in een grot, waar hun leider, Balthazar (Harry Dean Stanton), stelt dat zijn groep van mollen, prairiehonden en andere dieren sterker is dan de groep die Rango heeft samengesteld. De groep vlucht als de verstopte waterfles wordt ontdekt en ze worden achtervolgd en zitten in een groot gevecht, waarna ze erachter komen dat de fles leeg is. De rovers verklaren dat de fles leeg was toen ze hem stalen en anderen dus de rovers zijn. Hierop neemt Rango de rovers mee voor berechting.
Nadat Rango en Beans erachter komen dat de burgemeester al het land rondom de stad heeft gekocht, herinnert Rango zich dat de burgemeester tegen hem vertelde dat wie het water in handen heeft, alles in handen heeft. Hij confronteert de burgemeester, die ontkent dat hij ook maar iets fout heeft gedaan en Rango laat zien dat hij bezig is met het bouwen van een moderne stad op de oude aarde. Zonder bewijs te kunnen leveren voor de misdragingen van de burgemeester, vertrekt Rango, terwijl de burgemeester een van zijn mannen vraagt Rattlesnake (ratelslang) Jake (Bill Nighy) te halen, die snel arriveert, schietend met zijn gatling gun-staart. Jake roept dat Rango nep is en jaagt hem angst aan. Rango geeft toe dat hij geen held is en gelogen heeft over zijn verleden en verlaat vervolgens de stad.
Beschaamd en in een identiteitscrisis loopt Rango door de woestijn en in een soort verdoofdheid ontmoet hij de Mystieke Geest van het Westen (Timothy Olyphant), een Clint Eastwood-achtige cowboy, die hem inspireert en hem zegt: "No man can walk out on his own story." ('Niemand kan uit zijn eigen verhaal stappen.') Met de hulp van het gordeldier en door wandelende cactussen te volgen, die op zoek zijn naar water, komt Rango erachter dat de bron van het water Las Vegas is en dat iemand de klep van een rivier heeft afgesloten. Rango komt erachter dat de burgemeester dit heeft gedaan en hij rekruteert een groep voor zijn grote plan.
Wanneer ze terugkomen in Dirt, daagt hij Jake uit voor een duel - een afleidingsmanoeuvre, zodat de stedelingen uit de bergen en de cactussen de stad kunnen laten overstromen door de klep open te zetten, zodat Jake de lucht in gaat en de watervoorziening van de stad wordt hersteld. Wounded Bird wordt in de rug geschoten en valt naar beneden, maar overleeft het tijdens het duel wanneer hij Rango probeert te helpen. De burgemeester dreigt echter met het leven van Beans en Rango geeft zich over. De twee worden in een watertank gestopt om te verdrinken, maar terwijl de burgemeester zich voorbereidt om Jake af te schieten, breekt de tank, waardoor de kamer onder water komt te staan en de burgemeester en zijn mannen de kamer uit worden geduwd. Een woedende Jake betrapt de burgemeester en vertrekt met zijn slachtoffer. De stad omarmt Rango als hij Dirt opruimt.

## Rolverdeling
| - George DelHoyo als mariachimuzikant en verteller señor Flan - Johnny Depp als Rango - Bill Nighy als Rattlesnake Jake - Isla Fisher als Beans - James Ward Byrkit als Waffles - Abigail Breslin als Priscilla - Alfred Molina als Roadkill - Harry Dean Stanton als Balthazar - Cameron Bleasdale als Boo - Ray Winstone als Bad Bill - Nika Futterman als Akiano - Claudia Black als Angelique - Ned Beatty als Tortoise John, burgemeester van Dirt - Timothy Olyphant als de Mystieke Geest van het Westen | - Alanna Ubach als Fresca - Lew Temple als Furgus - Ian Abercrombie als Ambrose - Stephen Root als Doc en Merrimack - John Cothran Jr. als Elgin - Beth Grant als Bonnie - Gil Birmingham als Wounded Bird - Blake Clark als Buford - Joe Nunez als Rockeye - Daisy Eckersley als Melonee - Alex Manugian als Spoons - Steven Higginson als Lola - Los Lobos als de vier graafuilen, de vertellers |

### Nederlandse stemmen
- Frans Limburg als mariachimuzikant en verteller señor Flan
- Tygo Gernandt als Rango
- Georgina Verbaan als Boontje
- Just Meijer als Balthazar
- Hero Muller als burgemeester van dirt
- Hans Hoekman als oude indiaan
- Sander de Heer als Ratelslang Jan
- Bartho Braat - Roadkill

## Muziek
De originele filmmuziek werd gecomponeerd door Hans Zimmer. Ook hebben Rick Garcia, Los Lobos en Arturo Sandoval mee gewerkt aan de muziek. Deze muziek werd ook uitgebracht op een soundtrackalbum door het platenlabel ANTI-.